# Vinnie Moore
Vinnie Moore (ur. 14 kwietnia 1964 w New Castle w stanie Delaware) – amerykański muzyk i kompozytor, wirtuoz gitary elektrycznej. Vinnie Moore wraz z takimi gitarzystami jak Yngwie Malmsteen, Tony MacAlpine i Jason Becker należy do najważniejszych przedstawicieli nurtu neoklasycznego heavy metalu lat 80. XX w. Do 2009 roku wydał dziewięć albumów studyjnych pozytywnie ocenianych zarówno przez krytyków muzycznych jak i publiczność. Największą popularnością cieszył się wydany w 1988 roku album Time Odyssey notowany na liście Billboard 200. Od 2004 roku Moore występuje w brytyjskiej formacji UFO.

## Dyskografia
- Mind’s Eye (1986, Shrapnel Records)
- Time Odyssey (1988, PolyGram)
- Meltdown (1991, Relativity Records)
- Out of Nowhere (1996, Shrapnel Records)
- The Maze (1999, Shrapnel Records)
- Live! (2000, Shrapnel Records)
- Defying Gravity (2001, Shrapnel Records)
- Collection: The Shrapnel Years (2006, Shrapnel Records)
- To the Core (2009, Mascot Records)
- Aerial Visions (2015, Mind’s Eye Music)
- Soul Shifter (2019, Mind’s Eye Music)